# Холодное (Недригайловский район)
Холодное (укр. Холодне) — село, Терновский поселковый совет, Недригайловский район, Сумская область, Украина.
Код КОАТУУ — 5923555608. Население по переписи 2001 года составляло 17 человек .

## Географическое положение
Село Холодное находится в 1-м км от левого берега реки Терн, выше по течению на расстоянии в 0,5 км расположено село Бабаково, ниже по течению на расстоянии в 1 км расположено село Городище.

## Экономика
- Овце-товарная ферма.